# 桑頓 (新罕布什爾州)
桑頓（英語：Thornton）是一個位於美國新罕布什爾州格拉夫頓縣的鎮。

## 人口
根據2020年美國人口普查的數據，桑頓的面積為131.30平方千米，當中陸地面積為129.70平方千米，而水域面積為1.60平方千米。當地共有人口2708人，而人口密度為每平方千米21人。